# Velîka Buhaiivka, Vasîlkiv
Velîka Buhaiivka (în ucraineană Велика Бугаївка) este o comună în raionul Vasîlkiv, regiunea Kiev, Ucraina, formată numai din satul de reședință.

## Demografie
Componența lingvistică a comunei Velîka Buhaiivka
     Ucraineană (97,62%)
     Rusă (2,38%)
Conform recensământului din 2001, majoritatea populației comunei Velîka Buhaiivka era vorbitoare de ucraineană (97,62%), existând în minoritate și vorbitori de rusă (2,38%).

## Legături externe
- pl Buhajówka (1) Wielka în Dicționarul geografic al Regatului Poloniei și al altor țări slave, volum I (Aa — Dereneczna) anul 1880

- pl Buhajówka (1) Wielka, wieś nad rzeką Buhajówką în Dicționarul geografic al Regatului Poloniei și al altor țări slave, volum XV, p. 1 (Abablewo — Januszowo) 1900